# Benjamin Jacobsen
 Ikke at forveksle med Benjamin Jakobsen.
Benjamin Johan Eduard Jacobsen (18. april 1915 – 25. december 1990) var en dansk forfatter med den fiktive og humoristiske erindringsbog "Midt i en klunketid" (1955) som sit gennembrud og store succes. 
Bogen blev til filmen "Krudt og klunker" der havde premiere i 1958.
Midt i en klunketid blev efterfulgt af romanerne "Bedstemor gaar igen" i 1956 og i 1979 af "Glade dage i Kronprinsessegade". Han skrev også bogen "Tvillingerne" (1963) samt digtsamlingen "21 digte" (1967). Bidrog derudover til forskellige antologier.